# Odec Kid Cartoons
Odec Kid Cartoons est une maison de production de films d'animation belge créée par Jacques Vercruyssen (et son père) à la fin des années 1960. Elle produit principalement des séries animées pour la jeunesse.

## Filmographie

### Longs métrages
- 1998 : Kirikou et la Sorcière
- 1995:  Les Trois petits Cochons

### Courts métrages
- 1998 : La Vieille Dame et les Pigeons

### Séries télévisées
- 1983 : Gil et Julie (Jack and Jill)
- 1969: Petit Abeille
- 1983 : Les Recettes de Gil et Julie (Cooking with Jack and Gill)
- 1987 : La Bande à Ovide
- 1990 : Les Tifous
- 1992 : Cococinel
- 1994 : Caroline et ses amis
- 1996 : Carland Cross
- 1998 : Moonkys (série télévisée d'animation)
- 2000 : Gowap
- 2001 : Les Enquêtes de Prudence Petitpas
- 2005 : Inami

### Téléfilms
- 1991 : Le Chameau blanc
- 1997 : Joyeux Noël Petit Moonky !